# Al-Qàssim ibn Issa
Abu-Dúlaf al-Qàssim ibn Issa ibn Idrís ibn Màqil al-Ijlí (àrab: أبو دُلف القاسم بن عيسى بن إدريس بن معقل العجلي, Abū Ḏulaf al-Qāsim b. ʿIsà b. Idrīs b. Maʿqil al-ʿIjlī), més conegut simplement com al-Qàssim ibn Issa o com Abu-Dúlaf (? - Bagdad vers 839/842) fou un militar, poeta i músic àrab, membre d'una família amb llaços amb els abbàssides, adscrita a la tribu àrab dels Ijl de la regió d'Hira. Va donar nom a una nissaga que va governar el Jibal en nom dels abbàssides, els dulàfides.

## Biografia
Era fill d'un bandoler de nom Issa ibn Idrís, que es va enriquir amb la seva activitat.
El califa abbàssida Harun ar-Raixid (786-809) el va triar pel seu talent poètic i el va nomenar governador del Jabal quan era encara jove. Al-Qàssim es va comprometre a restaurar-ne la prosperitat, sobretot a la zona de Karadj, assolada per nòmades kurds i àrabs beduïns. Sembla que fou llavors quan va capturar el famós bandoler Qarqur que operava a la zona.
A la mort de Harun (809) va donar suport a al-Amín en la guerra civil entre aquest i al-Mamun. Al-Amín el col·locà a les ordes d'Alí ibn Issa ibn Mahan que el 811 fou derrotat en batalla per Tàhir ibn al-Hussayn, general d'al-Mamun. Després de la derrota Abu-Dúlaf es va retirar a Karadj i va romandre neutral, tot i que va refusar jurar fidelitat a al-Mamun mentre al-Amín fou viu. Ho va fer a la mort d'al-Amín, el 813. Al-Mamun aleshores el va cridar a Rayy, el va perdonar i el va nomenar altre cop governador del Jibal.
El gust d'al-Mamun per la poesia els va convertir en bons companys. Com a governador va rebutjar atacs dels daylamites a Qazwin, i els va perseguir i en va destruir les fortaleses obligant-los a pagar l'impost de la jyza o a convertir-se a l'islam. En agraïment als seus serveis, la regió sota el seu control fou ampliada amb Esfahan i Qazwin.
A la mort d'al-Mamun va mantenir el favor del califa al-Mútassim (833-842) i del príncep hereu, que després fou califa amb el nom d'al-Wàthiq. Va servir a les ordes d'al-Afxín Khaydhar a la campanya contra Babak, a l'Azerbaidjan (836/837). Fou després governador a Damasc, però al-Afxín, que n'estava gelós, va organitzar un complot contra la seva vida que només fou avortat per l'alerta donada pel jutge Ibn Abi-Daüd.
Cap al final de la seva vida va fer el pelegrinatge a la Meca i va morir a Bagdad entre el 840 i el 843. El va succeir, al capdavant dels dulàfides, el seu fill Abd-al-Aziz ibn al-Qàssim i alguns descendents seus ocuparen càrrecs importants al califat abbàssida.

## Obra
Va tenir simpaties xiïtes i mutazilites.
Va escriure un bon nombre de poesies, i s'afirma que el seu diwan tindria un centenar de folis. Va escriure també alguns llibres sobre falconeria, cacera, armes i consells per a prínceps. De la seva obra no es conserven més que uns pocs fragments d'algunes poesies.
Fou, també, un reconegut mecenes que acollí molts poetes a la seva cort, començant pel seu germà, Màqil ibn Issa, poeta i melòman reconegut.Els seus descendents coneguts com el dulàfides, van seguir jugant un paper polític a la regió del Jabal durant uns cinquanta anys.